# Прохорез
Прохоре́з (от греческого prochoresis — продвижение) — постепенное медленное изменение области (ареала) распространения группы организмов (вида, рода и другого таксона) во времени от места их возникновения в процессе эволюции.

## Термин
Термин применяется в палеонтологии с 1956 года для показа постепенности процесса расширения границ ареалов (расселения таксонов).
Величина прохореза зависит от времени эволюции таксонов. Учитываются темпы и усиление прохореза. Бывает первичный и вторичный прохорез.
Прохорез противопоставляется быстрой миграции животных, фактически в течение одного популяционного цикла.

## Описание
В палеонтологии, благодаря прохорезу в фауне того или иного региона появляются новые аллохтонные виды, в отличие от автохтонных, которые сформвались на этой территории.
От прохереза зависят путей формирования региональной биоты.
Обычно прохорез геологически четко проявляется лишь в периоды продолжительных биогеографических различий.